# Euploea melolo
Euploea melolo är en fjärilsart som beskrevs av William Doherty 1891. Euploea melolo ingår i släktet Euploea och familjen praktfjärilar. Inga underarter finns listade i Catalogue of Life.